# HMS Ruler (D72)
HMS Ruler (D72), nguyên là tàu sân bay hộ tống St. Joseph (AVG/CVE/ACV-50) (ký hiệu lườn ban đầu AVG-50 và sau đó là ACV-50) của Hải quân Hoa Kỳ thuộc lớp Bogue, được chuyển cho Hải quân Hoàng gia Anh Quốc và đã hoạt động trong Chiến tranh Thế giới thứ hai.
St. Joseph được đặt lườn với số hiệu MC 261 theo một hợp đồng với Ủy ban Hàng hải Hoa Kỳ vào ngày 25 tháng 3 năm 1943 tại xưởng đóng tàu của hãng Seattle-Tacoma Shipbuilding ở Tacoma, Washington; được xếp lại lớp với ký hiệu lườn CVE-50 vào ngày 15 tháng 7 năm 1943 và được hạ thủy vào ngày 21 tháng 8 năm 1943, được đỡ đầu bởi Bà W.W. Smyth. Nó được chuyển cho Anh Quốc vào ngày 22 tháng 12 năm 1943 theo chương trình Cho thuê-cho mượn, được đổi tên thành HMS Ruler (D72), và đã hoạt động trong chiến tranh như một chiếc thuộc lớp Ameer.
Ruler đã phục vụ như một tàu sân bay chống tàu ngầm tại Bắc Đại Tây Dương trong năm 1944, tuần tra và hộ tống các đoàn tàu vận tải, và chiến đấu tại các mặt trận ở châu Âu. Đến đầu năm 1945, nó được điều sang Mặt trận Thái Bình Dương hỗ trợ cuộc tấn công Truk và chiến dịch Okinawa.
Sau khi chiến tranh kết thúc, Ruler quay trở về đến Norfolk, Virginia vào ngày 28 tháng 1 năm 1946 và chính thức hoàn trả cho Hoa Kỳ vào ngày 29 tháng 1. Được xem là dư thừa đối với Hải quân Hoa Kỳ, tên nó được rút khỏi danh sách Đăng bạ Hải quân vào ngày 20 tháng 3 năm 1946, và được bán vào ngày 13 tháng 5 năm 1946 để tháo dỡ.